# Diócesis de Amparo
La diócesis de Amparo (en latín: Dioecesis Amparen(sis) y en portugués: Diocese de Amparo) es una circunscripción eclesiástica latina de la Iglesia católica en Brasil, sufragánea de la arquidiócesis de Campinas. La diócesis tiene al obispo Luiz Gonzaga Fechio como su ordinario desde el 6 de enero de 2016. 

## Territorio y organización

Santuario diocesano Senhor Bom Jesus, en Monte Alegre do Sul

La diócesis tiene 2355 km² y extiende su jurisdicción sobre los fieles católicos de rito latino residentes en 11 municipios del estado de São Paulo: Amparo, Águas de Lindóia, Holambra (excepto el distrito Campos de Holambra, que pertenece a la diócesis de Itapetininga), Itapira, Lindóia, Mogi Mirim, Monte Alegre do Sul, Pedreira, Jaguariúna, Santo Antônio de Posse y Serra Negra.
La sede de la diócesis se encuentra en la ciudad de Amparo, en donde se halla la Catedral de Nuestra Señora del Amparo. En Monte Alegre do Sul se encuentra santuario diocesano Senhor Bom Jesus.
En 2018 en la diócesis existían 32 parroquias agrupadas en 5 foranías: Nossa Senhora do Rosário, São José, Nossa Senhora da Penha, Sant’Ana y Jesus Bom Pastor.

### Forania de Nuestra Señora del Rosário
Aguas de Lindóia
- Parroquia de Nuestra Señora de las Gracias

Amparo
- Parroquia de Nossa Senhora do Amparo.
- Parroquia de São Sebastião
- Parroquia de São Benedito
- Parroquia de São João Batista
- Parroquia de Nuestra Señora Aparecida

Lindóia
- Parroquia de Nuestra Señora de las Brotas

Monte Alegre del Sur
- Parroquia del Señor Bom Jesus

Sierra Negra
- Parroquia de Nuestra Señora del Rosário
- Parroquia de São Francisco de Assis

### Forania de São José
Itapira
- Parroquia de Nuestra Señora de la Peña
- Parroquia de Santo Antônio
- Parroquia de São Benedito
- Parroquia de São Judas Tadeu
- Parroquia de Nuestra Señora Aparecida de los Prados

Mogi Mirim
- Parroquia de São José
- Parroquia de Santa Cruz
- Parroquia de São Benedito
- Parroquia del Señor Bom Jesus del Mirante

### Forania de Sant'Ana
Pedreira
- Parroquia de Sant'Ana
- Parroquia de Santo Antônio de Pádua
- Parroquia de Nuestra Señora Aparecida

Santo Antônio de Posesión
- Parroquia de Santo Antônio

Jaguariúna
- Parroquia de Santa Maria
- Parroquia Sagrado Corazón de Jesús

Holambra
- Parroquia del Divino Espírito Santo

## Historia
La diócesis fue erigida el 23 de diciembre de 1997 con la bula Ecclesiae Universae del papa Juan Pablo II, obteniendo el territorio de la arquidiócesis de Campinas y de la diócesis de Limeira.

## Estadísticas
De acuerdo al Anuario Pontificio 2019 la diócesis tenía a fines de 2018 un total de 324 470 fieles bautizados.
| Año                                                                             | Población            | Población | Población      | Sacerdotes | Sacerdotes    | Sacerdotes    | Bautizados por sacerdote | Diáconos permanentes | Religiosos | Religiosos | Parroquias |
| Año                                                                             | Bautizados católicos | Total     | % de católicos | Total      | Clero secular | Clero regular | Bautizados por sacerdote | Diáconos permanentes | Varones    | Mujeres    | Parroquias |
| ------------------------------------------------------------------------------- | -------------------- | --------- | -------------- | ---------- | ------------- | ------------- | ------------------------ | -------------------- | ---------- | ---------- | ---------- |
| 1999                                                                            | 297 000              | 341 655   | 86.9           | 36         | 22            | 14            | 8250                     | 1                    | 29         | 146        | 22         |
| 2000                                                                            | 295 504              | 345 655   | 85.5           | 30         | 19            | 11            | 9850                     | 1                    | 23         | 146        | 22         |
| 2001                                                                            | 297 057              | 347 208   | 85.6           | 30         | 19            | 11            | 9901                     | 1                    | 23         | 150        | 22         |
| 2002                                                                            | 296 898              | 348 761   | 85.1           | 31         | 20            | 11            | 9577                     |                      | 11         | 155        | 22         |
| 2003                                                                            | 295 759              | 350 311   | 84.4           | 35         | 24            | 11            | 8450                     |                      | 11         | 156        | 22         |
| 2004                                                                            | 294 530              | 351 095   | 83.9           | 37         | 26            | 11            | 7960                     |                      | 15         | 155        | 24         |
| 2006                                                                            | 293 803              | 355 900   | 82.6           | 38         | 28            | 10            | 7731                     |                      | 14         | 157        | 24         |
| 2012                                                                            | 309 000              | 376 000   | 82.2           | 44         | 30            | 14            | 7022                     |                      | 18         | 148        | 29         |
| 2015                                                                            | 316 700              | 384 800   | 82.3           | 45         | 33            | 12            | 7037                     | 1                    | 12         | 107        | 32         |
| 2018                                                                            | 324 470              | 394 000   | 82.4           | 45         | 38            | 7             | 7210                     | 1                    | 9          | 96         | 32         |
| Fuente: Catholic-Hierarchy, que a su vez toma los datos del Anuario Pontificio. |                      |           |                |            |               |               |                          |                      |            |            |            |

## Episcopologio
- Francisco José Zugliani (23 de diciembre de 1997- 14 de julio de 2010 retirado)
- Pedro Carlos Cipolini (14 de julio de 2010- 27 de mayo de 2015 nombrado obispo de Santo André)
- Luiz Gonzaga Fechio, desde el 6 de enero de 2016